# Bugula apsteini
Bugula apsteini är en mossdjursart som beskrevs av Hasenbank 1932. Bugula apsteini ingår i släktet Bugula och familjen Bugulidae. Inga underarter finns listade i Catalogue of Life.